# 函館江差自動車道
函館江差自動車道（日语：／ Hakodate-Esashi jidōshadō */?）是日本起於北海道函館市，終於北海道檜山郡江差町，屬於國道228號的一條基於國土交通大臣指定高規格幹線道路（一般國道的自動車專用道路），簡稱函館江差道。高速道路編號是E59。簡稱函館江差道（日语：／ Hakodate-Esashidō */?）。

## 路線組成
函館江差自動車道的路線可分為函館茂邊地道路、茂邊地木谷內道路、以及木谷內交流道到江差町間的未命名計畫中道路。

### 函館茂邊地道路
是規格屬於第1種第2級的道路。起於北海道函館市桔梗町，終於北海道北斗市茂邊地，長18公里，路寬12公尺，目前暫定為2車道，車道寬3.5公尺。此路段速限為100km/h。

### 茂邊地木古內道路
是規格屬於第1種第3級的道路。起於北海道北斗市茂邊地，終於北海道上磯郡木古內町字大平，長16公里，路寬12公尺，目前暫定為2車道，車道寬3.5公尺。此路段速限為80km/h。

## 交流道
- 全線都位於北海道內。
- 交流道（IC）編號欄的背景色為■顯示該部分道路已經啟用，設施名稱欄的背景色為■顯示該部分設施尚未啟用或已廢除，未通車路段名稱皆為臨時名稱。藝西東IC、安藝西IC的名稱為臨時名稱。
- 巴士站（BS），○為使用中，◆為停用中設施。無標示者為未設置巴士站。
- （數字）為其他路線的編號。<數字>為預定編號。
- IC為交流道的簡寫，SIC為智能交流道的簡寫，JCT為系統交流道的簡寫，SA為服務區的簡寫，PA為停車區（日语：パーキングエリア）的簡寫，TB為公路收費站的簡寫，BS為巴士站的簡寫，CB為車輛輪胎穿脫鐵鏈場（日语：チェーンベース）的簡寫。
- 函館IC－北斗茂邊地IC：一般國道228號（日语：国道228号）函館茂邊地道路
- 北斗茂邊地IC－木古內IC：一般國道228號茂邊地木古內道路
- 木古內IC－檜山郡江差町：計劃路段

| 交流道 編號 | 中文設施名稱 | 日文設施名稱 | 英文設施名稱 | 接續路線名稱                                                         | 起點起計距離（公里） | 巴士站   | 備註               | 所在地         | 所在地          | 所在地          |
| ----------- | ------------ | ------------ | ------------ | -------------------------------------------------------------------- | -------------------- | -------- | ------------------ | -------------- | --------------- | --------------- |
| 1           | 函館IC/JCT   |              |              | 國道5號（E5 函館新道） 國道278號（函館新外環狀道路） 國道5號（現道） | 0.0                  |          |                    | 渡島綜合振興局 | 函館市          | 函館市          |
| 2           | 北斗追分IC   |              |              | 國道227號                                                            | 3.4                  |          |                    | 渡島綜合振興局 | 北斗市          | 北斗市          |
| 3           | 北斗中央IC   |              |              | 北海道道96號上磯峠下線                                               | 8.0                  |          |                    | 渡島綜合振興局 | 北斗市          | 北斗市          |
| 4           | 北斗富川IC   |              |              | 國道228號（現道）                                                    | 12.6                 |          | 只限函館方向出入口 | 渡島綜合振興局 | 北斗市          | 北斗市          |
| 5           | 北斗茂邊地IC |              |              | 北海道道1167號北斗茂邊地Inter線                                      | 18.0                 |          |                    | 渡島綜合振興局 | 北斗市          | 北斗市          |
| 6           | 木古內IC     |              |              | 國道228號（現道） 松前半島道路（計劃）                               | 34.0                 |          |                    | 渡島綜合振興局 | 上磯郡 木古內町 | 上磯郡 木古內町 |
| 計劃路段    | 計劃路段     | 計劃路段     | 計劃路段     | 計劃路段                                                             | 計劃路段             | 計劃路段 | 計劃路段           | 檜山振興局     | 檜山郡          | 上之國町        |
| 計劃路段    | 計劃路段     | 計劃路段     | 計劃路段     | 計劃路段                                                             | 計劃路段             | 計劃路段 | 計劃路段           | 檜山振興局     | 檜山郡          | 江差町          |

## 歷史
- 2003年
  - 3月24日：函館IC - 上磯IC間開通。
- 2009年）
  - 10月1日：大野IC改名北斗追分IC；上磯IC改名北斗中央IC。
  - 11月14日：北斗中央IC - 北斗富川IC間開通。
- 2012年
  - 3月24日：北斗富川IC - 北斗茂邊地IC間開通[5]。
- 2018年
  - 2月18日：函館ＩＣ－北斗茂邊地ＩＣ路段因暴風雪封閉，並於同日中午恢復使用。[6]

### 通車時程
- 北斗茂邊地IC - 木古內IC：2021年度[7][8]
- 木古內IC - 檜山郡江差町：未定

### 交通量
24小時交通量（輛）　道路交通調查
| 區間                      | 平成17（2005）年度 | 平成22（2010）年度 | 平成27（2015）年度 |
| ------------------------- | ------------------ | ------------------ | ------------------ |
| 函館IC(/JCT) - 北斗追分IC | 11,565             | 12,381             | 14,438             |
| 北斗追分IC - 北斗中央IC   | 05,763             | 06,719             | 07,698             |
| 北斗中央IC - 北斗富川IC   | 調查時未開通       | 03,778             | 04,747             |
| 北斗富川IC - 北斗茂邊地IC | 調查時未開通       | 調查時未開通       | 03,392             |
| 北斗茂邊地IC - 木古內IC間 | 未開通             | 未開通             | 未開通             |
| 木古內IC以南              | 未開通             | 未開通             | 未開通             |

（來源：「平成22年度道路交通調查 （页面存档备份，存于）」・「平成27年度全國道路・街路交通情勢調查 （页面存档备份，存于）」）

## 外部連結
- 國土交通省北海道開發局
- 北海道開発局函館開発建設部（道路整備事業概要）
- 函館市首頁 （页面存档备份，存于）
- 江差町首頁 （页面存档备份，存于）

1. ↑  並行高速自動車國道（北海道縱貫自動車道）的一般國道自動車專用道路。
2. ↑  地域高規格道路（一般國道的繞道道路（日语：バイパス道路））。